# Chiesa di San Pietro a Vico
La chiesa di San Pietro a Vico è una chiesa del comune di Lucca, situata in località San Pietro a Vico.

## Storia e descrizione
Eretta nell'VIII secolo fu ricostruita quasi integralmente tra il 1933 e il 1934. Attualmente conserva preziosi reperti altomedievali, si tratta di basi di colonne, capitelli e frammenti con decorazioni a intreccio dell'VIII-IX secolo, mentre una cimasa di ciborio è forse ancora più antica.
Di particolare interesse l'epigrafe che attesta la costruzione dell'oratorio incisa sul retro di una decorazione romana a ghirlande del I secolo dopo Cristo. Sono conservati anche interessanti dipinti: una tavola di Bernardino del Castelletto con la Madonna con il Bambino e Santi (1480 circa); una tela della Madonna del soccorso di Paolo Guidotti, e una con la Madonna con il Bambino e Santi di Pietro Sorri.